# Елементи та пристрої обчислювальної техніки та систем керування
Елеме́нти та при́строї обчи́слювальної те́хніки та систе́м керува́ння — спеціальність, що охоплює проблеми створення принципово нових і вдосконалення наявних елементів та пристроїв обчислювальної техніки й систем керування, розроблення наявних основ, логічних, алгоритмічних, фізичних та технічних принципів створення згаданих елементів і пристроїв, науково-технічні дослідження та розроблення в галузі первинних і вторинних перетворень інформації, аналогових, імпульсних, цифрових елементів та пристроїв, до яких задано вимоги за параметрами систем керування й обчислювальної техніки.
Значення для народного господарства розв’язання науково–технічних проблем даної спеціальності полягає у вдосконаленні теоретичної й технічної бази створення засобів обчислювальної техніки та систем керування, що мають високі якісні та експлуатаційні показники і забезпечують прогрес у всіх сферах народного господарства.

## Напрямки досліджень
Напрямки досліджень:
- Розробка наукових основ створення елементів, схем і пристроїв обчислювальної техніки та систем керування;
- розробка наукових основ, теоретичний аналіз та експериментальне дослідження функціонування елементів і пристроїв обчислювальної техніки та систем керування в нормальних і спеціальних умовах;
- розробка принципово нових методів аналізу та синтезу елементів і пристроїв обчислювальної техніки та систем керування з метою поліпшення їх технічних характеристик;
- методи й засоби проектування придатної для контролю та діагностики мікроелектронної апаратури з метою забезпечення високої надійності пристроїв обчислювальної техніки і систем керування;
- засоби контролю, діагностики та налагодження елементів і пристроїв обчислювальної техніки й систем керування;
- розробка нових методів і моделей, що описують технології побудови сучасних ефективних засобів та елементів обчислювальної техніки і систем керування.